# The Stolen Letter
The Stolen Letter è un cortometraggio muto del 1912. Il nome del regista non viene riportato nei credit del film che, prodotto dalla Reliance Film Company, aveva come interpreti Gertrude Robinson, Henry B. Walthall, Jane Fearnley.

## Trama
Dopo essersi fidanzato con Belle Graham, una ragazza molto ricca, John Carroll lascia la cittadina di provincia in cui vive per farsi una posizione in città in una ditta di costruzioni dove fa rapidamente carriera. In una pensione, incontra May Burrows, una bella stenografa, e si innamora di lei. May ricambia quell'amore ma ha il cuore spezzato quando lui le dice di essere impegnato con un'altra.

Il giorno fissato per il matrimonio con Belle si avvicina e John decide di mantenere la sua promessa. May vede sulla rastrelliera una lettera e capisce che è quella di Belle che scrive al fidanzato per gli ultimi accordi per la cerimonia. Sottrae la lettera, supponendo che, non ricevendo notizie della fidanzata, provocherà una crisi tra i due. Ma è presa dal rimorso e confessa tutto a John. Quando lui legge la lettera, scopre che Belle gli chiede di rompere il fidanzamento perché nel frattempo si è innamorata di un altro.

## Produzione
Il film venne prodotto dalla Reliance Film Company

## Distribuzione
Distribuito dalla Motion Picture Distributors and Sales Company, il film - un cortometraggio di una bobina - uscì nelle sale cinematografiche degli Stati Uniti il 7 febbraio 1912.